# Campiglossa
Campiglossa là một chi ruồi thuộc họ Ruồi đục quả. Có ít nhất 190 loài được mô tả thuộc chi Campiglossa.

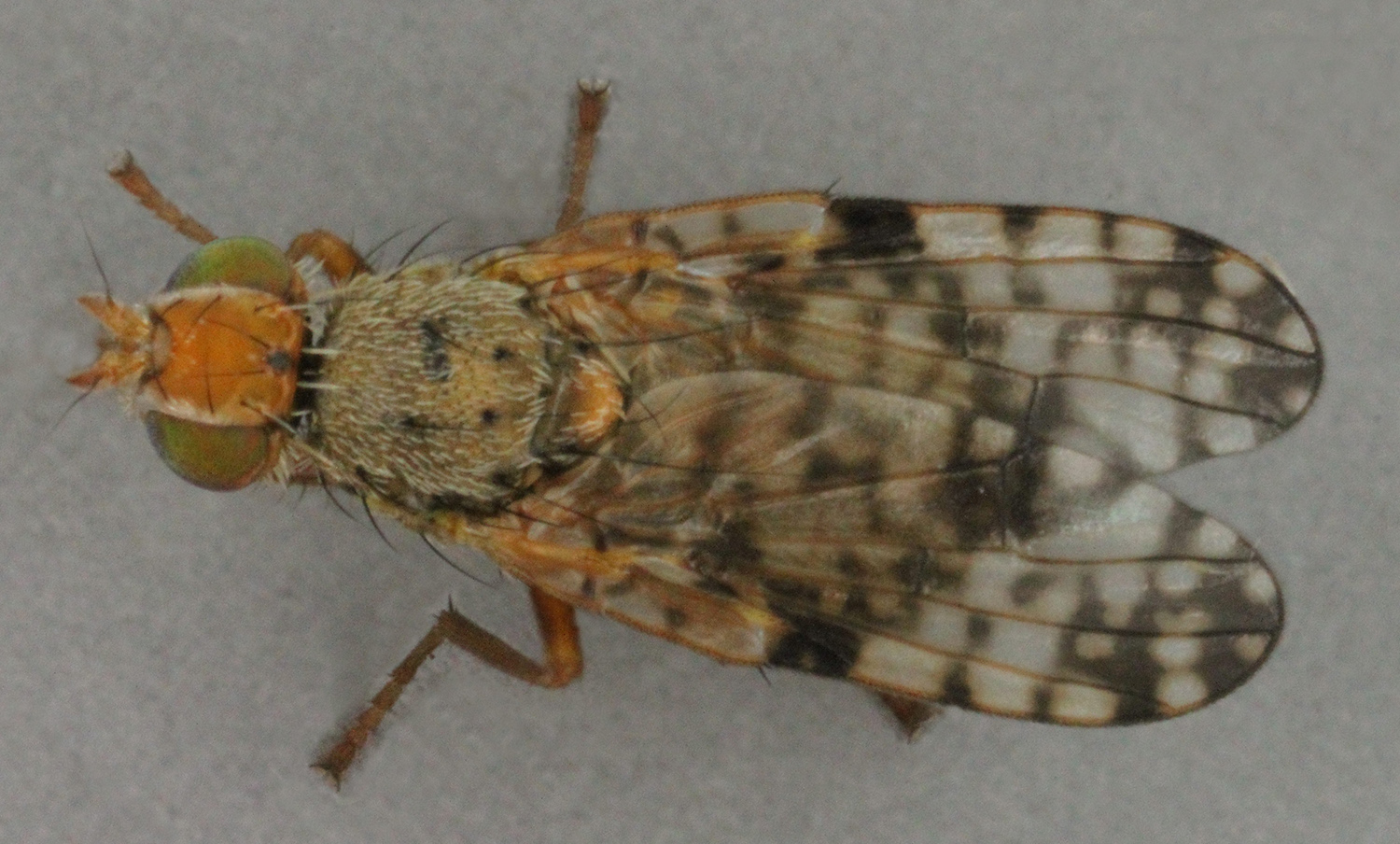
Campiglossa plantaginis

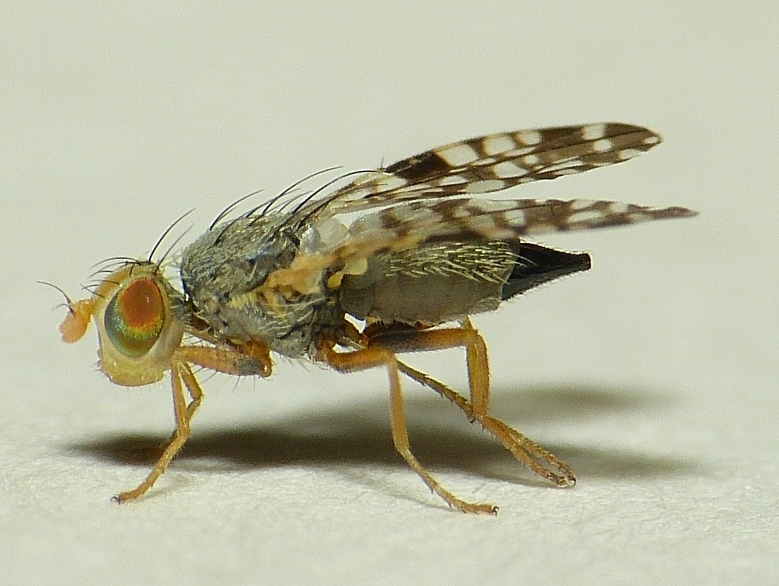
Campiglossa absinthii